# Watchtower Peak
Watchtower Peak är en bergstopp i Kanada.   Den ligger i provinsen British Columbia, i den sydvästra delen av landet, 3 700 km väster om huvudstaden Ottawa. Toppen på Watchtower Peak är 1 748 meter över havet, eller 545 meter över den omgivande terrängen. Bredden vid basen är 4,2 km.
Terrängen runt Watchtower Peak är huvudsakligen bergig, men åt nordost är den kuperad.Trakten runt Watchtower Peak är nära nog obefolkad, med mindre än två invånare per kvadratkilometer.. Det finns inga samhällen i närheten.
I omgivningarna runt Watchtower Peak växer i huvudsak barrskog.